# 禹範善
禹 範善（ウ・ボムソン、う はんぜん、朝鮮語: 우범선、1858年 - 1903年11月24日）は、乙未事変で閔妃殺害に加わった朝鮮王朝末期の武官。

## 生涯
中人の位にある武家に生まれ、7歳のころから漢学を学び、1876年に科挙の武科試験に合格した。その後、黄海道地域に配属され、1881年に創設された別技軍に参加した。別技軍は日本軍勢により創設された新式軍隊であり、禹範善はこれに参加してから日本勢を背後に置いた開化勢力と緊密になった。
1894年日本軍が閔氏勢力を失脚させた後、開化派が政権を掌握すると、軍国機務処で甲午更張に参加し、1895年日本主導で訓練隊が創設されたとき李斗璜・李周会ら親日派軍人たちとともに大隊長を引き受けた。
このころ閔妃の反日、親露路線によりロシア勢力が拡大することが予想され、閔妃殺害計画を立てた。禹範善は訓練隊軍人動員の責任者で、焼却された閔妃の死体の最後の処理にも関わった。殺害現場にいた閔妃の子で王世子の李坧（後の純宗）は、禹範善が「乙未事件ニ際シ、現ニ朕ガ目撃セシ国母ノ仇」であると証言している 。この件については、禹範善自身も「禹ハ旧年王妃ヲ弑セシハ自己ナリトノ意ヲ漏セリ」と閔妃殺害を認めている。
しかし翌年の俄館播遷により開化派の金弘集内閣が倒れ、金弘集は朝鮮の群衆に殺害され、禹範善は日本に亡命して身を隠した。その後、東京で亡命生活を送っている最中に日本人の酒井ナカと出会い、結婚した。当時三浦梧楼が禹範善に対して 「人は好きだがいつ殺されるかもしれない人」と評したにもかかわらず、プロポーズを受け入れたと言う。1898年、のちに「韓国近代農業の父」と呼ばれることになる長男禹長春が東京赤坂で誕生した。
禹範善はその後1903年、呉に転居し引っ越し祝いをした当日に他の事件で亡命していた高永根・魯允明らに閔妃を殺害した復讐として暗殺された。
禹範善の遺骨は、広島県呉市の神應院と栃木県佐野市の妙顕寺とに分骨されている。